# ガーボロジー
ガーボロジー（英語：Garbology）とは、社会科学の一分野。調査で使われる技術でもある。

## 概要
ごみ漁りによって得られたごみを分析することで対象の実態解明を行う学問（調査方法）である。ごみを分析することで、実際に会って話を聞くよりも多くの正確な情報が得られるという。元々は考古学者が遺跡の出土品から昔の文化を推測する技術が発展したもので、アメリカではアリゾナ大学のウィリアム・ラスジー教授が有名である。
簡単に行えるうえ、多くの正確な情報が得られることから捜査機関や探偵、ジャーナリストなどがよく行う調査方法である。優れた調査員が継続的に調査すれば、かなりの個人情報や犯罪、不倫などの証拠を得られるとされる。学者が行う場合はプライバシー保護のために個人をターゲットにせず、集団を調べるようにするといった工夫が行われている。

## 技術
個人を対象とする場合は住居を監視し、本人に気づかれないように地域のごみ捨て場などからごみを収集し、これを継続的に続ける。相手が企業や役所であれば収集業者や焼却業者にスパイを送り込むか、業者と契約してごみを収集することが多い。
さまざまなごみが資料として利用できる。壊れた機械なら修理し、シュレッダーを使って裁断した文書であればつなぎ合わせ、復元して解読する。燃えた文書を灰から復元する方法すらあり、集めた資料は情報分析を経て情報資料とする。最近はコンピュータで情報分析を行うソフトも存在している。
防諜を行う側の対策としては、ごみを決まった場所に捨てない、自分でごみを焼却する、ごみ捨て場を警備する、ごみの捨て方を工夫するといった方法がある。例えば、アメリカの国防総省ではごみの捨て方にも細かく規則が定められているほか、情報機関ではダミーのごみを混ぜて偽情報を流すことも行われている。

## 実例
- 1922年に大連において日本とソ連がシベリアからの撤兵に関して交渉を行った際、日本陸軍は現地にウラジオ派遣軍司令部付の三宅一夫中佐を情報収集の目的で派遣した。三宅はまずソ連交渉団が大連大和ホテルに宿泊していることを突き止めると、憲兵を使ってソ連側のごみを収集し、分析した。ソ連側のごみからソ連側の暗号文が発見された頃、ポーランド共和国駐在武官であった岡部直三郎中佐からポーランドがソ連外交暗号を解読しているとの情報が寄せられていたため、これらはポーランド共和国に送られ、解読された。このことがきっかけで、日本陸軍はポーランド共和国陸軍から教官を招聘するなど、暗号解読に力を入れることになる。
- 1979年のイラン革命の際、イスラム革命防衛隊がアメリカ大使館に残されていたCIAの文書をシュレッダーによる細断状態から復元し、1980年から1985年にかけて「スパイの隠れ家からの書類」として公開した。
- 1990年にイギリスの新聞サンデー・タイムズが、「名声高きごみ箱」という記事を掲載した。ジャーナリストはこの記事の取材のため、エリザベス・テーラー、レーガン夫妻、ジャック・ニコルソン、マドンナなどの家のごみを収集した。
- 1991年2月に化粧品会社のエイボン・プロダクツをメアリー・ケイが訴え、本社から出るごみの収集を止めさせている。エイボン側はケイから敵対的TOBされることを警戒し、対策を練るために調査していたという。